# تربية الأحياء المائية

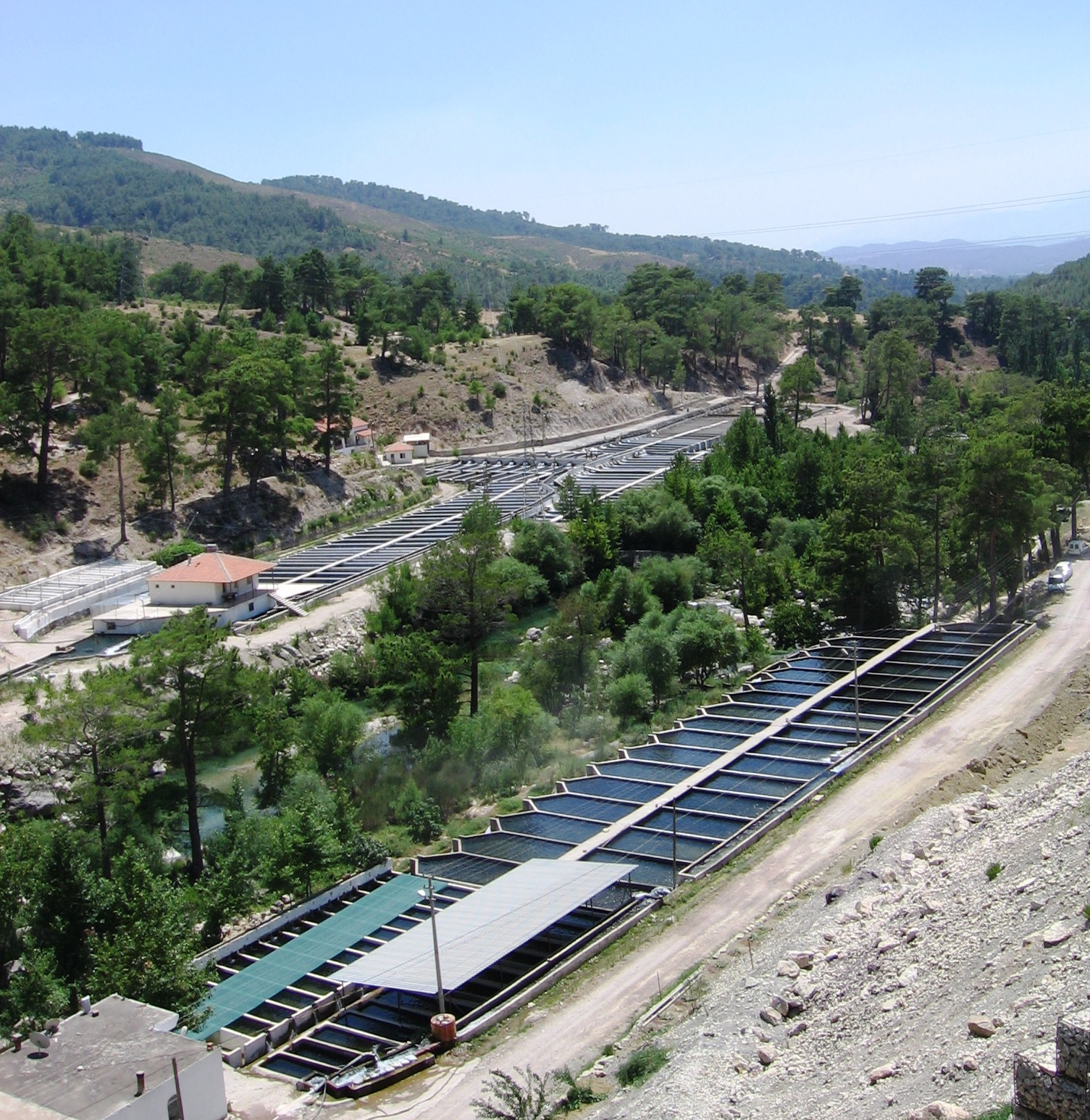
أحواض اسمنتية لتربية الأسماك في تركيا

الزراعة المائية أو تربية المائيات أو الاستنبات المائي. هي تنمية الأحياء المائية (نباتات و/أو حيوانات) في مزارع بدلاً من حصادها من بيئتها الطبيعية. وفي هذا المجال، هُناك عدة فروع لهذه الزراعة، منها:
- تربية الأسماك أو استزراع الأسماك
- تربية القشريات
- تربية الرُخويات
- تربية النباتات المائية.

يُمارس الاستزراع المائي عادةً (وابتدأ أساساً كممارسة زراعية) في المياه العذبة، وحينما تتم عملية التربية في مياه البحر فيطلق آنذاك مصطلح الاستزراع البحري.
عموماً، يُعتبر الاستزراع المائي فرعاً من التقانة الحيوية لما قدمه من تطور تجاري وإنتاجي كبير واستغلاله أحدث التقانات بدلاً من التقانات التقليدية. كما أنه يُنمي كائنات حية بكميات كبيرة في الماء وهو ما يشبه تنمية الخمائر أو البكتريا بكميات كبيرة.

## التاريخ
تُشير الدلائل إلى أن تربية الأسماك في أحواض بغرض الأكل قد ابتدأ في الصين حوالي عام 2500 ق.م.. حيثُ كانت أسماك الكارب تنحصر بشكل طبيعي في تجمعات مائية نتيجة انحسار الماء بعد فيضانات الأنهار، وأخذ المزارعون يغذونها على يرقات ومخلفات دودة القز الغنية بالبروتين والمتوفرة بكثرة لدى الصينيين. وبذلك، دجّن الصينيون أنواعاً كثيرة من الأسماك وخصوصاً من الشبوطيات تعرف حالياً كمجموعة الكارب الصيني (الكارب العاشب، الكارب الفضي، الكارب كبير الرأس) بينما جيرانهم اليابانيون كانوا يمارسون تربية القشريات والأعشاب المائية بالارتكاز على أعواد القصب والشباك.
كما تشير اللقى الأثرية إلى وجود نوع من تربية الأسماك في أحواض في جزر هاواي قبل حوالي الألف عام.
في أوروبا، أسس الرومان لتربية الأسماك ودجّنوا الكارب العادي. بعد ذلك، في العصور الوسطى انتشرت تربية الأسماك في الأديرة للاكتفاء الذاتي كون الأسماك كانت غالية وقليلة العرض في أسواق وسط أوروبا.
مع بدايات القرن التاسع عشر وتطور العلوم عموماً، توسعت المقدرة على تربية الأسماك وأدخلت أنواع كثيرة جداً -مقارنة بالماضي- للزراعة المائية، وابتدأ الاستزراع البحري.
توسعت الزراعة المائية كثيراً في النصف الثاني من القرن العشرين نتيجة ارتفاع أسعار الأسماك لوصول الصيديات البحرية إلى حدها الأقصى وازدياد الطلب على الأحياء المائية عالمياً وتطور الوعي الصحي والأنظمة الغذائية لدى الكثير من الأمم.

## الأهمية الاقتصادية
حسب إحصاءات منظمة الأغذية والزراعة للأمم المتحدة، فإن نسبة الأحياء المائية في إمدادات الأسماك العالمية ينمو بشكل متواصل، حيث زاد من 3.9 في المائة من الإنتاج الإجمالي بحسب الوزن في 1970 إلى ما يقدر بما بين 47 و 53 في المائة من مجموع الإنتاج العالمي للأسماك (53 في المائة إذا استثنينا من الإنتاج العالمي للأسماك المنتجات الموجهة لأغراض غير غذائية والتي تقدر بنحو 19 مليون طن سنويا) في عام 2016، وهذا ما يظهر جليا أهمية هذا النوع من الزراعة في الأمن الغذائي العالمي وكذلك النمو المطرد الذي تعرفه مقارنة مع قطاعات إنتاج الأغذية الحيوانية الأخرى.
في عام 2016، بلغ الإنتاج العالمي من تربية الأحياء المائية ما يقدر بنحو 80 مليون طن من حيث الكم ، ومجموع التجارة العالمية في الأسماك والمنتجات السمكية 58.2 مليار دولار أمريكي كقيمة تصديرية وكانت الصين المصدر الرئيسي للأسماك والمنتجات السمكية في العالم عام 2002، حيث بلغت صادراتها 4.5 مليار دولار. ويعتبر تصدير الأحياء المائية من الموارد الهامة لميزانيات الكثير من الدول مثل تايلاند، والنرويج، والولايات المتحدة الأمريكية، وكندا. المؤشر العالمي للزراعة المائية المتزايد بشكل سريع وقوي، حوالي 8 بالمئة سنويا على مدار ثلاثين عاماً الماضية، بينما الربح من المصائد الأسماك البرية قد بقي ثابتاً في العقد الماضي، ووصل سوق الزراعة المائية إلى 86$ بليون في عام 2009.

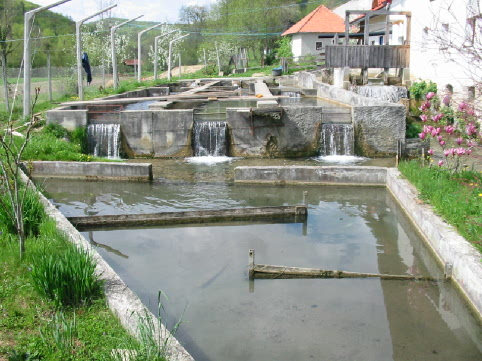
تربية الأسماك في الفناء الخلفي للمنازل في سلوفينيا

في الاقتصاد المنزلي، تشكل التربية المائية مصدراً مهماً لدخل الكثير من العائلات الريفية التي تربي أحياء مائية في حيازات صغيرة ضمن أراضيها الزراعية أو غير الزراعية. ولا يأخذ الجهد المبذول عادة لإدارة هذه المشاريع جزءاً كبيراً من وقت العمل. يمكن مقارنة هذه الممارسة الاقتصادية بالتربية المنزلية الطليقة للدواجن والمواشي وعادة تكون الأنواع المرباة سريعة النمو ولا ينتظر أن يكبر حجمها كثيراً، مثل سمك المشط (البلطي). ينتشر هذا النظام في آسيا وشرق أوروبا والمناطق المدارية والرطبة لتوفر الموارد والظروف والحاجة للاكتفاء على مستوى العائلة.

## التقاطع مع العلوم الحديثة
في أواسط القرن العشرين، ركّز العلماء جهودهم على دراسة بيولوجيا النمو والتكاثر والتغذية للأحياء المائية والبيئة المثلى لنموها في أحواض اصطناعية وبكثافات عالية، وتوصلوا لتحسين إنتاج هذه الأحياء وتوسيع إنتاجها بشكل كبير بالانتخاب الموجّه واستخدام الخلطات العلفية المخصصة والإضافات الغذائية والهرمونات والظروف البيئية للتنمية.
دأب علماء التقانة الحيوية النباتية والحيوانية على تطبيق الطرق الوراثية على الأنواع المستزرعة في المزارع المائية بغرض إنتاج كائنات ثلاثية ورباعية وسداسية الصيغة الصبغية، وطحالب هجينة من خلال دمج الخلايا النباتية.
يستخدم سمك المشط ثلاثي الصيغة الصبغية (العقيم) في الزراعة المائية لزيادة نموه مقارنة مع النمط الطبيعي ثنائي الصيغة الصبغية، وكذلك سمك الترويت وسمك الكارب العاشب وغيره الكثير. كما أن المحار ثلاثي الصيغة الصبغية يلقى إقبالاً استهلاكياً أكبر من ثنائي الصيغة الصبغية لاعتباره ألذّ من قبل المستهلكين.
كما يتم تطبيق التقانة الحيوية في الاستزراع المائي للحصول على مياه نظيفة مصفّاة وجيدة التهوية للمساعدة في نمو الحيوانات أو تصفية تجمعات مائية كبيرة بغية استغلالها للشرب أو غير ذلك. كما تنتج التقنيات الحيوية البحرية العديد من الكيماويات والمواد الداخلة في تصنيع الأغذية والأدوية والأصبغة.